# Kroll (firma)
Kroll Inc. je americká poradenská společnost, založená v roce 1972 Jules Krollem jako poradenská firma pro zákazníky, kteří chtějí kupovat další firmy. Společnost se prezentovala tak, že se zaměřuje na odhalení úplatků, podvodů a jiných forem korupce. V březnu 2018 se stala součástí Duff & Phelps korporace zaměřené na poradenské služby ve finančnictví, globálního poradce v oblasti oceňování, řízení sporů a právních poradenství, fúzí a akvizic, restrukturalizace a dodržování právních předpisů a regulačního poradenství.

## Historie firmy
V červnu 1993 se A.I.G. stala jedním z největších investorů Krollu. V roce 2017 byla Kroll jednou ze společností, která pracovala pro Harvey Weinsteina (aféra se sexuálním obtěžováním). Tato společnost měla sbírat informace o ženách, které byly zneužity Weinsteinem, za účelem jejich diskreditace. 